# Sugardaddy (lied)
Sugardaddy is een lied van de Nederlandse zangeres Roxy Dekker. Het werd in 2024 als single uitgebracht.

## Achtergrond
Sugardaddy is geschreven door Julian Vahle, Beer Petrie, Renske te Buck en Roxy Dekker. Het is een nummer in het genre nederpop. Het nummer werd geschreven op een schrijverskamp in Friesland. Voorafgaande aan de release teasede Dekker het nummer vijf wekenlang. Dit deed ze op het platform TikTok en op verschillende festivals. Op het festival Paaspop werd het nummer goed ontvangen en het hardst meegezongen van alle nummers van Dekker. Op 4 april 2024 bracht Dekker het nummer uit in de middagshow van Domien Verschuuren bij Qmusic. Diezelfde avond was ze ook te gast bij de talkshow Beau.
In het nummer draait Dekker de rollen om. Een 'sugardaddy' is een man die alles voor een vrouw betaalt. In het nummer zingt Dekker echter dat zij als vrouw dit voor haar vriend zal betalen. Dit komt onder andere tot uiting wanneer Dekker zingt over 'Roxy Ro betaalt de bill', wat een knipoog is naar een grapje binnen Dekkers vriendengroep. Daarmee is Dekker dus de 'sugardaddy'.
Sugardaddy wist op het muziekplatform Spotify meteen de eerste plek in de Top 50 van meest gestreamde nummers te bereiken met enkele honderdduizenden streams. Op iTunes wist het nummer in de downloadlijst de eerste plek te behalen. Op YouTube werd het nummer trending, ondanks dat luisteraars enkel de zij van Dekker te zien krijgen.

## Hitnoteringen
Op 12 april 2024 wist Sugardaddy in de Nederlandse Top 40 gelijk op de eerste plaats binnen te komen in de eerste week dat het nummer de lijst behaalde. Het werd daarmee de eerste nummer 1-hit in de Top 40 van Roxy Dekker.

### NPO Radio 2 Top 2000
Sugardaddy stond in 2024 voor het eerst in de NPO Radio 2 Top 2000, op plek 1118.